# 호커 시들리

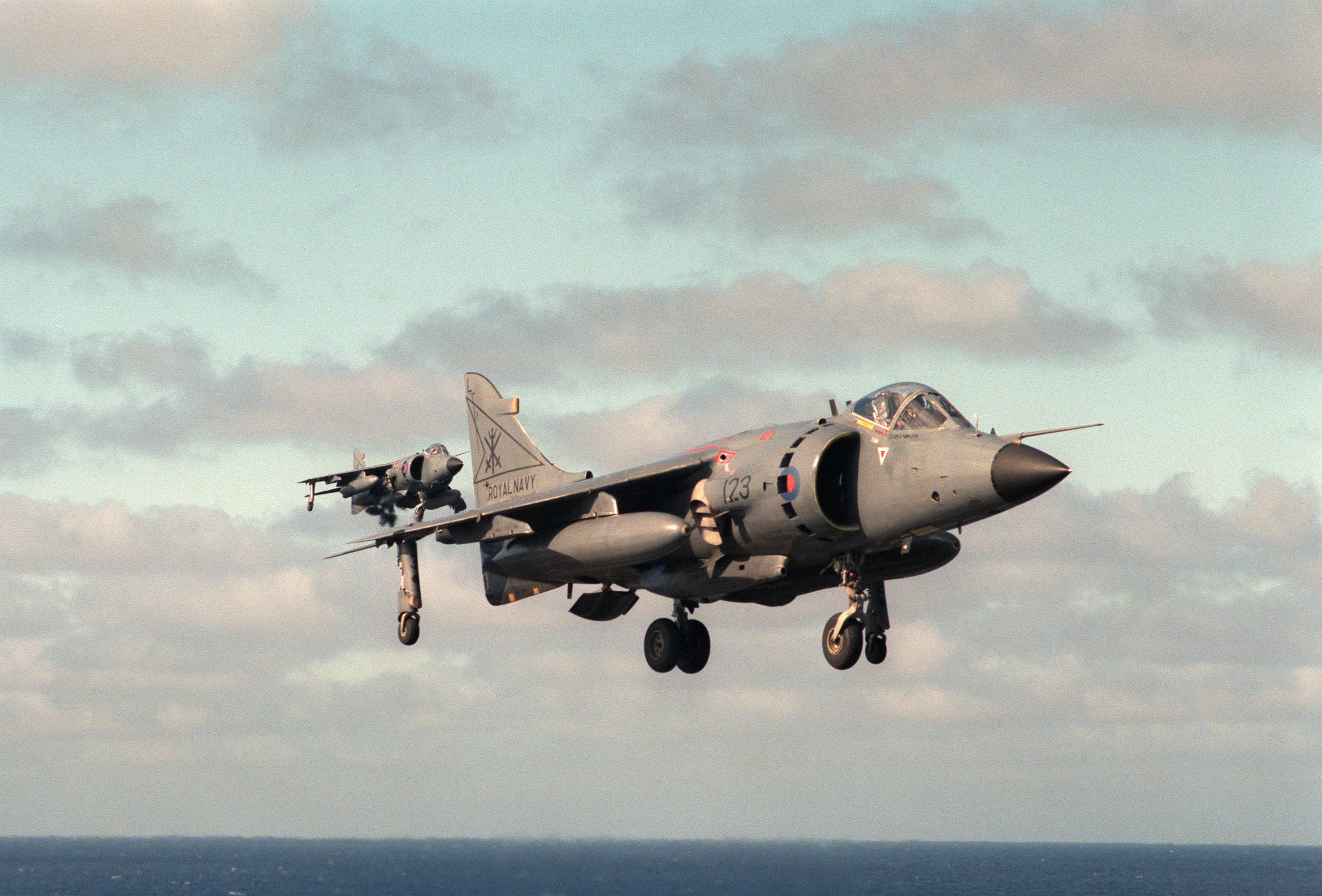

호커 시들리(Hawker Siddeley)는 영국의 항공기 제조 업체이다. 1977년에 영국 정부에 의해 국영화되어 브리티시 에어로스페이스 (BAe)가 되었다. BAe는 1980년부터 호커 시들리 계열 회사를 몇 개 설립하고, 1993년에 제트기 생산 라인을 미국의 레이시온에 매각했다.
1971년 린뱌오 일가 추락사 사건 및 1983년 춘천 비상착륙 사건의 기종인 트라이덴트라는 3발 제트기가 대표적인 모델이었다. 린뱌오 사건의 기종은 1E, 중국민항 296편 불시착 사건의 기종은 2E 모델이었다.